# Ingeborg
Ingeborg je ženské křestní jméno severského původu. Odvozuje se ze staroseverského Ingibjorg, Ingiborg. Na kombinovaný se jménem Ing. Vykládá se tedy jako chráněná bohem Ingem. Podobné jméno jest Ingrid.

## Historie
- Ingeborg, matka Ragnvalda Ulfssona
- Ingeborg Valdemarsdatter, francouzská královna z dynastie Valdemarů
- Ingeborg Eriksdatter, dánská princezna a jako manželka norského krále Magnuse VI. a norská královna
- Ingeborg Dánská, dánská a švédská princezna
- Ingebjørg Eiriksdatter, norská princezna, vévodkyně z Upplandu, Ölandu a Finska.
- Ingeborg Håkansdotter, norská a švédská princezna
- Ingeborg Švédská – pod tímto jménem se skrývá více princezen a královen

## Dnešní
- princezna Ingeborg Dánská, páté dítě krále Fredericka VIII a královny Louise Dánské
- Ingeborg Bachmann, rakouská básnířka a autorka
- Ingeborg de Beausacq, americká fotografka a cestovatelka
- Ingeborg Fialová, česká germanistka
- Ingeborg Fülepp, chorvatská umělkyně
- Ingeborg Grässle, poslankyně
- Ingeborg Hallstein, německá operní zpěvačka
- Ingeborg Hunzinger, německá sochařka
- Ingeborg Mello, argentinská atletka
- Ingeborg Kongslien, norská lingvistka
- Ingeborg Tryggvasdotter, dcera Tryggveho Olafssona, vnuka Haralda Fairhaira a sestra Olafa I. Norského
- Ingeborg Pfüller, argentinská diskařka
- Ingeborg Gjærum, norská ekoložka
- Ingeborg Radok Žádná, česká hudební kritička